# Khurshid
Khurshid (en tabari : اسپهبد خورشید, Îspehbod Xurşid ; né en 734 et mort en 761), désigné erronément sous le nom Khurshid II par plusieurs universitaires, est le dernier ispahbadh dabwaïhide du Tabaristan. Comme il succède à son père Dadhburzmihr à un jeune âge, une régence est assurée par son oncle Farrukhan-i Kuchak (Farrukhan « le Petit ») jusqu'à ce qu'il atteigne l'âge de quatorze ans. Lors de son règne, Khurshid tente d'affirmer son indépendance face au Califat en soutenant plusieurs rébellions et en maintenant des contacts diplomatiques avec la Chine des Tang, sans réel succès. En 759-760, les Abbassides conquièrent en effet le pays et capturent la plupart des membres de sa famille. Khurshid, quant à lui, fuit au Daylam où il met finalement fin à ses jours.

## Contexte
Pour un article plus général, voir Dabwaïhides.
Selon les récits traditionnels, les Dabwaïhides deviennent les dirigeants quasi indépendants du Tabaristan dans les années 640, profitant des tumultes de la conquête musulmane de la Perse et de l'effondrement de l'Empire sassannide. Malgré de nombreuses tentatives d'invasion des Musulmans, les Dabwaïhides arrivent à maintenir leur autonomie en exploitant le caractère inaccessible du terrain de leur pays, et ne doivent finalement qu'une allégeance symbolique et le payement d'un tribut au Caliphat arabe,. Cependant, une interprétation plus récente des sources par l'historienne Parvaneh Pourshariati suggère que la dynastie ne s'établit à la tête du Tabaristan que dans les années 670, sous le règne de Farrukhan-i Bozorg (« Farrukhan le Grand »), premier dirigeant (ispahbadh) de la dynastie dabwaïhide dont des pièces frappées ont été retrouvées.

## Biographie

Carte du Tabaristan et des territoires voisins.

### Succession et début de règne
Khurshid, né en 734/735, est le fils de Dadhburzmihr (ou Dadmihr, mort en 740) et petit fils de Farrukhan-i Bozorg (mort vers 728),. Dans certains travaux anciens sur la dynastie dabwaïhide, Khurshid est désigné comme Khurshid II, à cause d'une interprétation erronée de preuves numismatiques, qui conduisent certains universitaires à placer un premier Khurshid avant Farrukhan, dont le règne aurait débuté vers 710,.
Comme il succède à son père à l'âge de seulement six ans, une régence est assurée par son oncle Farrukhan-i Kuchak (« Farrukhan le Petit »). À l'âge de quatorze ans, Khurshid voit ses cousins, les fils de Farrukhan, nier son droit au trône et tenter de l'usurper. Leur complot est découvert par une jeune esclave, Varmja Haraviya, qui communique leur plan au jeune ispahbadh. Avec l'aide des fils de son cousin Jushnas, Khurshid parvient à battre puis à emprisonner les comploteurs. Il épouse plus tard Varmja Haraviya, alors que les fils de Jushnas accèdent à d'importants postes au sein de l'État,,.
L'historien perse du XIIIe siècle ibn Isfandiyar souligne la prospérité du Tabaristan à l'époque, qui est un important centre de production textile (dont la soie), commerçant avec les Turcs d'Asie centrale, probablement via la mer Caspienne. Khurshid aurait contribué à cette prospérité en construisant de nombreux bazars et caravansérails.

### Premières révoltes contre les Musulmans
Khurshid essaye également de consolider et même d'étendre son pouvoir royal. Il utilise à ses fins les troubles au sein du Caliphat omeyyade lors de la troisième Fitna en se rebellant contre le calife Marwān II (r. 744-750), et en envoyant même une ambassade à la cour chinoise Tang en 746, qui le reconnait comme prince vassal (« roi Hu-lu-ban »).
Il est cependant forcé de se soumettre aux Abbassides, sous le commandement d'Abu Muslim al-Khurasani, lors de la révolte qui les mène à la tête du califat. En tant que vassal d'Abû Muslim, il soutient ce dernier dans sa querelle l'opposant au calife al-Mansûr (r. 754-775). Après l'assassinat d'Abû Muslim en 755 commandité par le calife, Khurshid soutient la rébellion de Sunpadh, qui en retour lui confie une part du trésor d'Abû Muslim. Finalement battu, Sunpadh fuit au Tabaristan, mais y est tué par l'un des cousins de Khurshid, officiellement parce qu'il lui aurait manqué de respect. Il est cependant possible que ce meurtre ait été commandité par Khurshid, dans le but d'obtenir la part restante du trésor d'Abû Muslim,,. Al-Mansûr envoie alors son fils et héritier, al-Mahdî, récupérer ce trésor. Khurshid nie le posséder, ce qui entraîne al-Mansûr à couronner ispahbadh l'un de ses cousins pour tenter de le renverser. La manœuvre, visant à mettre en doute la loyauté des sujets de Khurshid, échoue, mais ce dernier plie finalement en acceptant d'augmenter le tribut annuel qu'il verse au pouvoir abbasside, l'amenant au niveau précédemment payé par les Sassanides,,.

### Dernière révolte et chute
Peu après cependant, Khurshid tire avantage de la rébellion d'Abd al-Jabar ibn Abd al-Rahman, le gouverneur du Khorasan, pour se libérer une nouvelle fois de son allégeance aux Musulmans. En réponse, al-Mansûr envoie une armée au Tabaristan avec pour objectif de soumettre complètement le pays et d'en faire une province. Khurshid fuit à la forteresse d'al-Tak, dans les montagnes, où il est assiégé en 759-760. Il arrive à s'enfuir au Daylam voisin, mais sa famille est capturée lors de la reddition de la forteresse et conduite à Bagdad, la capitale califale,. Au Daylam, Khurshid lève une armée de montagnards de la région et envahit le Tabaristan en 760 afin de reconquérir son royaume. Repoussé, il retourne finalement au Daylam,. Mis au courant de la capture de sa famille, il se serait exclamé « Après cela, il n'y a aucune envie de vie et de joie, la mort est la seule consolation et le répit lui-même », puis met fin à ses jours par empoisonnement, probablement en 761,,.
Le Tabaristan devient alors une province régulière du Califat abbasside, gouvernée d'Amol par un gouverneur arabe. Les dynasties locales des Bawandides, Qarinides et Zarmihrides, autrefois sujets des Dabwaïhides, continuent cependant à contrôler les terres montagneuses en tant que vassaux tributaires des Abbassides. Les pièces frappées au Tabaristan portent le nom de Khurshid jusqu'en 764, puis celui-ci est remplacé par le nom du gouverneur abbasside. En conséquence, certains travaux antérieurs mentionnent également 767 comme l'année de la mort de Khurshid,.

## Famille
Après leur capture, les fils de Khurshid, le prince héritier Dadmihr, Hormozd et Vandad-Hormozd, reçoivent des noms arabes, puis leurs traces sont perdues,. Certaines sources chinoises, d'un autre côté, affirment que l'un d'entre eux était en ambassade à la cour des Tang au moment où les Abbassides envahissent le Tabaristan.
Les filles de Khurshid, quant à elles, sont offertes comme concubines aux membres de la dynastie abbasside. Les noms et généalogies de ces princesses sont confus, mais l'une est prise par al-Mansûr lui-même, et l'autre par son frère Abbas ibn Muhammad. Al-Bakhtariyya, l'une des filles de Farrukhan-i Kuchak, devient la concubine d'al-Mahdî, et il est rapporté qu'une des autres concubine d'al-Mahdî, Shakla, est la fille de Khurshid. En 817, lors de la quatrième Fitna, la population de Bagdad se tourne vers leurs fils pour les nommer calife en opposition à al-Ma’mūn (813-833). Le fils d'Al-Bakhtariyya, al-Mansur ibn al-Mahdi refuse, mais son demi-frère Ibrahim ibn al-Mahdî accepte, et est anti-calife jusqu'en 819,,.